# Królewna Śnieżka i siedmiu krasnoludków (sztuka teatralna)
Królewna Śnieżka i siedmiu krasnoludków – sztuka teatralna dla dzieci na podstawie baśni braci Grimmów autorstwa Magdaleny Piekorz. Wystawiana na deskach Teatru Rozrywki w Chorzowie w 2006 roku.
Dochód z biletów i przeprowadzonej aukcji przeznaczony był na zakup specjalistycznych łóżek i materacy rehabilitacyjnych dla mysłowickiego Hospicjum Cordis.

## Fabuła
Baśń opowiada o losach półsieroty Królewny Śnieżki, którą zła macocha najpierw kazała zabić, a następnie zaczarowała, pogrążając w głębokim śnie. Śnieżce w jej przygodach pomagają zwierzęta leśne i krasnoludki. Z głębokiego snu wyrwał ją królewicz, całując ją w policzek. Jak większość baśni i ta kończy się szczęśliwie.

## W chorzowskiej Rozrywce
Pomysłodawczynią przedsięwzięcia, w którym w role baśniowych bohaterów wcieliły się znane osobistości Górnego Śląska, była wicemarszałek Senatu Krystyna Bochenek. Przedstawienia odbyły się 9 grudnia w Teatrze Rozrywki w Chorzowie.
Obsada
- Kazimierz Kutz jako król
- Tadeusz Sznuk jako narrator
- Krystyna Doktorowicz jako królowa
- Kamil Durczok jako lustro
- Magdalena Kumorek jako Królewna Śnieżka
- Krystyna Prońko jako pierwsza dwórka
- Krystyna Szaraniec jako druga dwórka
- Anna Sekudewicz jako trzecia dwórka
- Wojciech Kuczok jako królewicz
- Janusz Moszyński jako myśliwy
- Jarosław Wasik jako niedźwiedź
- Joanna Pierzak jako wiewiórka
- Jan Rzymełka jako zajączek
- Genowefa Grabowska jako żaba
- Marek Szczepański jako lisek
- Stanisław Puchała jako dyrektor kopalni diamentów
- Artur Rojek jako Gapcio
- Michał Ogórek jako Nieśmiałek
- Tomasz Ossoliński jako Apsik
- Jerzy Buzek jako Śpioch
- Tadeusz Sławek jako Mędrek
- Marek Szołtysek jako Gburek
- Janusz Skulich jako Wesołek
- Krystyna Bochenek jako kucharka
- Anna Popek jako ochmistrzyni
- Robert Talarczyk jako stolnik

Sztukę wyreżyserowała autorka adaptacji scenicznej Magdalena Piekorz, kostiumy zaprojektowała Barbara Ptak, autorem scenografii był Marcel Sławiński, muzykę skomponował Adrian Konarski. Nagranie chorzowskiego spektaklu dostępne było na płytach DVD dołączonych do jednego z wydań „Dziennika Zachodniego”. Do płyty dodano scenariusz całego przedstawienia.